# Lützelhausen
Lützelhausen ist neben Altenhaßlau (Linsengericht), Eidengesäß, Großenhausen (mit Waldrode) und Geislitz (mit Hof Eich und Eichermühle), einer der fünf Ortsteile der Gemeinde Linsengericht im hessischen Main-Kinzig-Kreis.

## Geografie

### Geographische Lage
Das Dorf liegt am Oberlauf des Schandelbaches, eines Nebenflusses der Kinzig, 180 m ü. NHN und 4,3 km südlich von Gelnhausen. Im Westen liegt einer der Zeugenberge des Spessarts, der Rauenberg, 280 m ü. NHN.
Lützelhausen liegt an der Landesstraße L3202, die den Ort im Südwesten mit dem Ortsteil Bernbach der Gemeinde Freigericht und im Nordosten mit der Kerngemeinde Altenhaßlau verbindet. Die Kreisstraße K897 führt im Osten zum Ortsteil Großenhausen.

### Nachbargemeinden
Die Nachbargemeinden sind im Uhrzeigersinn:  die Ortsteile Altenhaßlau und Geislitz im Nord-Osten, Hof Eich im Osten und Großenhausen im Südosten, die Ortsteile Horbach und Bernbach der Gemeinde Freigericht im Südwesten. Es folgt der Ortsteil Niedermittlau der Gemeinde Hasselroth, das zu Gelnhausen gehörige Meerholz im Nordwesten sowie Gelnhausen im Norden.
| Meerholz,      | Gelnhausen,                                 | Altenhaßlau, Geislitz, |
| Niedermittlau, | Kompassrose, die auf Nachbargemeinden zeigt | Hof Eich,              |
| Bernbach,      | Horbach,                                    | Großenhausen,          |

## Geschichte

### Ortsgeschichte
Die älteste bekannte schriftliche Erwähnung von Lützelhausen erfolgte unter dem Namen Lutzelnhusen im Jahr 1326. In erhaltenen Urkunden wurde Lützelhausen 1556 auch als Luczelhausen erwähnt.
Das Dorf gehörte im Mittelalter zum Gericht Altenhaßlau, aus dem sich das Amt Altenhaßlau entwickelte, das zur Herrschaft Hanau, später zur Grafschaft Hanau und schließlich zur Grafschaft Hanau-Münzenberg gehörte. In der Zeit um das Jahr 1400 brach eine große Bergwerksanlage in sich zusammen, in der Eisen und Kupfer gewonnen wurden. Der Bergbau hat in der Gemarkung des Ortes bis heute riesige Mulden hinterlassen. Vor und nach der Reformation war das Dorf in Altenhaßlau eingepfarrt. Die Reformation hatte hier – wie in der gesamten Grafschaft Hanau-Münzenberg – nach 1597 die reformierte Richtung eingeschlagen.
Nach dem Tod des letzten Hanauer Grafen, Johann Reinhard III., 1736, erbte Landgraf Friedrich I. von Hessen-Kassel aufgrund eines Erbvertrages aus dem Jahr 1643 die Grafschaft Hanau-Münzenberg und damit auch das Dorf Lützelhausen. 1821 kam das Dorf, nunmehr im „Kurfürstentum Hessen“ genannten Hessen-Kassel gelegen, bei einer dort durchgeführten grundlegenden Verwaltungsreform zu dem neu gebildeten Landkreis Gelnhausen.
1908 wurde Lützelhausen ans Wassernetz angeschlossen, 1920 ans Stromnetz. Nach dem Ende des Zweiten Weltkriegs siedelte sich kunststoffverarbeitende Industrie an. Einen Aufschwung durchlebte in dieser Zeit auch das Handwerk. Von 1958 bis 1960 wurde Auf dem Berg ein Hochbehälter errichtet, 1961 ein Feuerwehrhaus und 1965 eine Leichenhalle.
Ab 1972 wurde eine Umgehungsstraße zur Entlastung von Lützelhausen gebaut. Im Zuge von weiteren Straßenbegradigungsarbeiten wurde 1977–78 die alte Schule und das alte Rathaus abgerissen. Die wichtigste Einrichtung des Dorfes ist die Turnhalle. Sie entstand 1988/89 Auf dem Berg und verfügt über fünf moderne Tennisplätze.
Hessische Gebietsreform (1970–1977)
Im Zuge der Gebietsreform in Hessen wurde die bis dahin selbständige Gemeinde Lützelhausen zum 31. Dezember 1971 in die im September 1970 neu gegründete Gemeinde Linsengericht als Ortsteil eingegliedert. Seit 1974 gehört  Linsengericht-Lützelhausen zum durch die Gebietsreform neu entstandenen Main-Kinzig-Kreis. Für Lützelhausen wurden ein Ortsbezirk mit Ortsbeirat und Ortsvorsteher nach der Hessischen Gemeindeordnung gebildet.

### Verwaltungsgeschichte im Überblick
Die folgende Liste zeigt die Staaten und Verwaltungseinheiten, denen Lützelhausen angehört(e):
- vor 1458: Heiliges Römisches Reich, Grafschaft Hanau
- ab 1458: Heiliges Römisches Reich,  Grafschaft Hanau-Münzenberg, Amt Altenhaßlau
- ab 1643: Heiliges Römisches Reich, Landgrafschaft Hessen-Kassel (als Pfand), Grafschaft Hanau-Münzenberg, Amt Altenhaßlau
- ab 1803: Heiliges Römisches Reich, Landgrafschaft Hessen-Kassel, Fürstentum Hanau, Amt Altenhaßlau[Anm. 2]
- 1806–1810: Kaiserreich Frankreich,[Anm. 3]  Fürstentum Hanau, Amt Altenhaßlau (Militärverwaltung)
- 1810–1813: Großherzogtum Frankfurt, Departement Hanau, Distrikt Gelnhausen
- ab 1816: Kurfürstentum Hessen,[Anm. 4] Fürstentum Hanau, Amt Altenhaßlau[8]
- ab 1821: Kurfürstentum Hessen, Provinz Hanau, Kreis Gelnhausen[9][Anm. 5]
- ab 1848: Kurfürstentum Hessen, Bezirk Hanau
- ab 1851: Kurfürstentum Hessen, Provinz Hanau, Amt Altenhaßlau
- ab 1867: Königreich Preußen,[Anm. 6] Provinz Hessen-Nassau, Regierungsbezirk Kassel, Kreis Gelnhausen
- ab 1871: Deutsches Reich, Königreich Preußen, Provinz Hessen-Nassau, Regierungsbezirk Kassel, Kreis Gelnhausen
- ab 1918: Deutsches Reich,[Anm. 7] Freistaat Preußen, Provinz Hessen-Nassau, Regierungsbezirk Kassel, Kreis Gelnhausen
- ab 1944: Deutsches Reich, Freistaat Preußen, Provinz Nassau, Kreis Gelnhausen
- ab 1945: Amerikanische Besatzungszone,[Anm. 8] Groß-Hessen, Regierungsbezirk Wiesbaden, Landkreis Gelnhausen
- ab 1946: Amerikanische Besatzungszone, Hessen, Regierungsbezirk Wiesbaden, Landkreis Gelnhausen
- ab 1949: Bundesrepublik Deutschland, Hessen, Regierungsbezirk Wiesbaden, Landkreis Gelnhausen
- ab 1968: Bundesrepublik Deutschland, Hessen, Regierungsbezirk Darmstadt, Landkreis Gelnhausen
- ab 1972: Bundesrepublik Deutschland, Hessen, Regierungsbezirk Darmstadt, Landkreis Gelnhausen, Gemeinde Linsengericht[Anm. 9]
- ab 1974: Bundesrepublik Deutschland, Hessen, Regierungsbezirk Darmstadt, Main-Kinzig-Kreis, Gemeinde Linsengericht

## Bevölkerung

### Einwohnerstruktur 2011
Nach den Erhebungen des Zensus 2011 lebten am Stichtag dem 9. Mai 2011 in Lützelhausen 951 Einwohner. Darunter waren 30 (3,2 %) Ausländer.
Nach dem Lebensalter waren 144 Einwohner unter 18 Jahren, 435 zwischen 18 und 49, 204 zwischen 50 und 64 und 168 Einwohner waren älter. Die Einwohner lebten in 402 Haushalten. Davon waren 105 Singlehaushalte, 123 Paare ohne Kinder und 129 Paare mit Kindern, sowie 42 Alleinerziehende und 3 Wohngemeinschaften. In 66 Haushalten lebten ausschließlich Senioren und in 286 Haushaltungen lebten keine Senioren.

### Einwohnerentwicklung
Belegte Einwohnerzahlen sind:
- 1587: 09 Schützen, 2 Spießer
- 1632: 14 Dienstpflichtige
- 1753: 30 Haushaltungen mit 147 Personen
- 1812: 48 Feuerstellen, 313 Seelen

| Lützelhausen: Einwohnerzahlen von 1812 bis 2022 | Lützelhausen: Einwohnerzahlen von 1812 bis 2022 | Lützelhausen: Einwohnerzahlen von 1812 bis 2022 | Lützelhausen: Einwohnerzahlen von 1812 bis 2022 | Lützelhausen: Einwohnerzahlen von 1812 bis 2022 |
| --- | ----------------------------------------------- | ----------------------------------------------- | ----------------------------------------------- | ----------------------------------------------- |
| Jahr |                                                 |                                                 |                                                 | Einwohner                                       |
| 1812 | 1812                                            |                                                 | 313                                             | 313                                             |
| 1834 | 1834                                            |                                                 | 269                                             | 269                                             |
| 1840 | 1840                                            |                                                 | 305                                             | 305                                             |
| 1846 | 1846                                            |                                                 | 353                                             | 353                                             |
| 1852 | 1852                                            |                                                 | 334                                             | 334                                             |
| 1858 | 1858                                            |                                                 | 294                                             | 294                                             |
| 1864 | 1864                                            |                                                 | 268                                             | 268                                             |
| 1871 | 1871                                            |                                                 | 253                                             | 253                                             |
| 1875 | 1875                                            |                                                 | 304                                             | 304                                             |
| 1885 | 1885                                            |                                                 | 301                                             | 301                                             |
| 1895 | 1895                                            |                                                 | 317                                             | 317                                             |
| 1905 | 1905                                            |                                                 | 341                                             | 341                                             |
| 1910 | 1910                                            |                                                 | 378                                             | 378                                             |
| 1925 | 1925                                            |                                                 | 381                                             | 381                                             |
| 1939 | 1939                                            |                                                 | 372                                             | 372                                             |
| 1946 | 1946                                            |                                                 | 506                                             | 506                                             |
| 1950 | 1950                                            |                                                 | 521                                             | 521                                             |
| 1956 | 1956                                            |                                                 | 515                                             | 515                                             |
| 1961 | 1961                                            |                                                 | 539                                             | 539                                             |
| 1967 | 1967                                            |                                                 | 614                                             | 614                                             |
| 1970 | 1970                                            |                                                 | 624                                             | 624                                             |
| 1980 | 1980                                            |                                                 | ?                                               | ?                                               |
| 1990 | 1990                                            |                                                 | ?                                               | ?                                               |
| 2000 | 2000                                            |                                                 | ?                                               | ?                                               |
| 2011 | 2011                                            |                                                 | 951                                             | 951                                             |
| 2022 | 2022                                            |                                                 | 974                                             | 974                                             |
| Datenquelle: Historisches Gemeindeverzeichnis für Hessen: Die Bevölkerung der Gemeinden 1834 bis 1967. Wiesbaden: Hessisches Statistisches Landesamt, 1968. Weitere Quellen: LAGIS; Zensus 2011; Gemeinde linsengeicht |                                                 |                                                 |                                                 |                                                 |

### Historische Religionszugehörigkeit
| • 1885: | 300 evangelische (= 99,67 %), ein katholischer (= 0,33 %) Einwohner |
| • 1961: | 493 evangelische (= 91,47 %), 45 katholische (= 8,35 %) Einwohner   |

## Politik
Für Lützelhausen besteht ein Ortsbezirk mit Ortsbeirat und Ortsvorsteher nach der Hessischen Gemeindeordnung.
Der Ortsbeirat besteht aus acht Mitgliedern. Bei den Kommunalwahlen in Hessen 2021 betrug die Wahlbeteiligung zum Ortsbeirat 56,94 %. Dabei wurden gewählt: fünf Mitglieder der SPD, zwei Mitglieder der „Bürgerliste Lützelhausen“ (FWG) sowie ein Mitglied des Bündnis 90/Die Grünen. Der Ortsbeirat wählte Hans-Bernd Gerhold (SPD) zum Ortsvorsteher.

## Öffentliche Einrichtungen

### Nahverkehr
Ganzjährig verkehrt die Buslinie MKK-63, des KVG und schafft öffentlichen Verkehrsanschluss zu allen Ortsteilen der Gemeinde Linsengericht, nach Gelnhausen und an die Kinzigtalbahn (Hessen) (Bahnhof Gelnhausen) sowie ins Freigericht. Es gilt der Tarif des Rhein-Main-Verkehrsverbundes.

### Freiwillige Feuerwehr Lützelhausen
Die Freiwillige Feuerwehr Lützelhausen wurde 1880 gegründet. 1976 folgte die Gründung  einer Jugendfeuerwehr. Weiterhin gibt es eine Kinderfeuerwehr.
Einsatz- und Gefahrenschwerpunkte sind:
- Gewerbepark Birkenhain/Freigericht/Linsengericht.
- Gewerbepark Am Weinberg I und zukünftig Am Weinberg II
- einfache technische Hilfeleistung,
- Wasserförderung lange Wegstrecken.

Die Einsatzabteilung besteht (Stand 2023) aus 25 Frauen und Männern. Die Jugendfeuerwehr Lützelhausen zählt 20 Einsatzkräfte. Die Kinderfeuerwehr besteht aus 10 Kindern.
Ausbildungszeiten sind für die Aktiven (ab 17 Jahren) Mittwochs ab 19:30 Uhr, für die Jugendfeuerwehr (ab 10 Jahren) Montags 18:00 bis 19:30 Uhr und für die Kinderfeuerwehr (ab 6 Jahren) Dienstags 17:00 bis 18:00 Uhr.

## Kultur und Sehenswürdigkeiten

### Kindertagesstätten
Die Gemeinde Linsengericht verfügt über vier Kitas in kommunaler Hand. Damit besteht die Möglichkeit der Kinderbetreuung für alle Ortsteil. „Durch weitere Träger wird das Angebot ergänzt und vervollständigt“.

### Schulen

#### Grund- und Hauptschulen
Grund- und Hauptschulen in der Gemeinde Linsengericht sind:
- Hasela-Grundschule, früher Grund- und Hauptschule in Altenhaßlau,
- Martinsschule, eine Förderschule für den Schwerpunkt geistiger Entwicklung, seit 1980[15],
- Brentano-Schule mit den Abteilungen: Förderschule mit Schwerpunkt Lernen, Förderschule mit Schwerpunkt Sprachheil-Förderung, sowie das Beratungs- und Förderzentrum,
- Montessori-Schule[16].

#### Weiterführende Schulen
Weiterführende Schulen in der Region sind:
- Kopernikusschule im Freigericht, eine Kooperative Gesamtschule,
- Käthe-Kollwitz-Schule Langenselbold, eine Integrierte Gesamtschule,
- Alteburg-Schule in Kassel, eine Haupt- und Realschule,
- Grimmelshausen-Gymnasium Gelnhausen, ein Gymnasium mit Mittagsbetreuung.

### Vereine
Zahlreiche Vereine prägen das kulturelle und das gesellschaftliche Leben in Lützelhausen. Unter ihnen sind:
- Freiwillige Feuerwehr Lützelhausen e. V.
- Gesangverein „Sängerlust“ Lützelhausen 1896 e. V.
- Kunstturnvereinigung Main-Kinzig 75 e. V.
- Musikverein Lützelhausen 1962 e. V.
- Theaterverein „Riwwelkuche“
- Turnverein Lützelhausen 1913 e. V.

Hinzu kommen übergeordnete Vereine, die Linsengericht insgesamt umfassen.

### Sehenswürdigkeiten
Siehe Liste der Kulturdenkmäler in Linsengericht-Lützelhausen

## Wirtschaft
Im Jahr 2001 erfolgte die Erschließung des Gewerbegebietes Birkenhain, zusammen mit der Gemeinde Freigericht, welches eine Fläche von 15 ha hat. Dort siedelte sich, auf der Gemarkung Lützelhausen, Logistik, Produktion und Handel an.
2020 wurde das Gewerbegebiet Am Weinberg erschlossen. Es hat eine Fläche von 3 ha und beherbergt die Firma DeBeer Breidenbach, welche unterschiedliche Kunststoffteile produziert. Weiterhin hat sich die Firma Gebäudereinigung Daniel Baumann GmbH dort angesiedelt, welche mit über 250 Mitarbeitern Gebäudereinigungen aller Art anbieten.
Seit 2025 läuft die Erweiterung des Gewerbegebietes. Es entsteht Am Weinberg II mit 7,6 ha.
Im Ort liegt eine Gewerbefläche von 1 ha, welche aktuell als Lager und Versand genutzt wird.